# 汉藏-印欧语系
汉藏－印欧語系或汉－印欧語系是一种假定的超语系，该假说认为汉藏语系诸语言与印欧语系诸语言拥有共同的起源。

## 研究历史
最早对汉语与印欧语进行比较语言学研究的是18世纪的北欧学者瑞德贝克（O. Rudback），他对哥特语和汉语的词汇进行比对，认为哥特语与汉语有相似之处，并猜测两者可能同源。19世纪下半叶，孔好古、施古德、艾约瑟等一先后提出汉语与欧洲语言同源，其中孔好古通过对汉语与印欧语家养动物词汇的比对，最早提出印－汉语系（包括汉语、藏语、缅语及印欧语）的设想。20世纪，谢飞（R. Shafer）提出了欧亚超级语系的猜想，并列出了数百个藏缅语与印欧语的相似词。20世纪60年代开始加拿大汉学家蒲立本开始从历史比较语言学、人类学、考古学等多个方面论证汉藏语与印欧语的发生学关系，21世纪后，周及徐、高晶一等中国学者亦各自提供了上百组汉藏语系与印欧语系的同源词。

## 存在证据

### 形态对应
根据蒲立本的描述，汉藏语与印欧语存在多处形态上的对应。潘悟云、沙加尔认为上古汉语可能存在次要音节*Cə-，蒲立本亦认为上古汉语存在A、B两类音节，蒲立本认为这与印欧语中的*e在重读时出现、非重读时不出现的情况类似；上古汉语的否定词词首辅音多为*p-、*m-，印欧语的否定前缀*ṇ-与之相似；印欧语存在变动性s-，今天的部分藏缅语言仍然存在类似的使役性前缀，汉语的谐声字表明上古汉语可能也存在类似的结构，如吏[*rɯ]、使[*srɯ]（郑张尚芳拟音）。
周及徐认为原始印欧语在音系结构上与上古汉语接近，如都有三组塞音对立；舌根音均有圆唇不圆唇两套；在辅音丛方面，均广泛存在以s-开头的复辅音、塞音后均可存在r、l，但两者均无*Tl类词首辅音等。上古汉语无轻唇音和舌上音的特点也与原始印欧语相似，两者的舌叶音、舌尖塞擦音、舌面塞擦音都是后起的。

### 词汇对应
蒲立本找到了汉藏语与印欧语的语音对应形式，如原始印欧语原有软腭鼻音/ŋ/，后来逐渐演化为浊软腭塞音/g/，因此印欧语的*g对应古汉语的*ŋ；上古汉语的*l对应印欧语*d；原始汉藏语*kj对应原始印欧语*st等，他列出了24个汉藏语与印欧语的同源词，其中部分列于下表：
| 早期中古汉语（汉藏语） | 早期中古汉语（汉藏语）           | 原始印欧语（印欧语） | 原始印欧语（印欧语） |
| 词汇                   | 含义                             | 词汇                 | 含义                 |
| ---------------------- | -------------------------------- | -------------------- | -------------------- |
| 域 [*wik]              | 领土、疆域                       | [*weikʲ]             | 房子、社区           |
| 要 [*jaʊ]              | 约束                             | [*jeu-]              | 约束                 |
| 叶 [*jæ]               | 高等植物器官之一、世代、時期、姓 | [*leup-]             | 叶子                 |
| 考 [*kʰaw']            | 老年、亡父、祖先                 | [*h2ew]              | 祖父                 |
| 牛 [*nuw]              |                                  | [*gʷow]              | 母牛                 |

鲁伯斯克依（通譯名「卢博茨基」，A. Lubotsky）找到了13个汉语与吐火罗语的同源词汇，这些词汇多与马车马具和城市建筑相关，如鞹（[*khwak]，皮革）与甲种吐火罗语kac（兽皮）、辐（[*puwk]，车辐）与原始吐火罗语[*pəw]（车辐）、堲（[*tsit]，砖石建筑）与吐火罗语tsik（建造）等。但鲁伯斯克依并不支持印欧语与汉语同源的猜想，他认为这些词汇应当是汉语从吐火罗语借入的，显示了马车从西方传入中国的过程。

### 其它证据
蒲立本在他的相关著作中对新疆的人种和语言进行了详尽的解读，以此为汉藏语与印欧语的同源关系寻找历史学、人类学和考古学上的旁证。他认为吐火罗语同汉语关系密切，但蒲立本只认为吐火罗语是汉语与其它印欧语的纽带，不认为吐火罗语与汉语的关系比其它印欧语更接近。蒲立本认为如果汉语与印欧语同源，则“它们必定属于更早的时代”，即分家至少在6000年之前。

### 引用
1. ↑  R.Shafer 1963
2. ↑  R.Shafer 1965
3. ↑  李艳 2012，第30頁
4. ↑  李艳 2012，第206頁
5. ↑  李艳 2012，第209頁
6. 1 2  李艳 2012，第213-216頁
7. ↑  李艳 2012，第211頁
8. ↑  周及徐 2002，第105-111頁
9. ↑  李艳 2012，第210頁
10. ↑  E.Pulleyblank 1999
11. ↑  李艳 2012，第211-213頁
12. ↑  李艳 2012，第226頁
13. ↑  李艳 2012，第208頁

### 图书
- 李艳.  第1版. 北京: 中国社会科学出版社. 2012-03. ISBN 978-7-5161-0613-6.
- 高晶一. . 北京: 中国社会科学出版社. 2008-06. ISBN 978-7-5004-7077-9.
- 周及徐. . 成都: 四川民族出版社. 2002. ISBN 7-5409-2657-0.

### 论文
- E. Pulleyblank. . Journal of American Oriental Society. 1979: 24–38.
- E. Pulleyblank. . The Origins of Chinese Civilization. 1983.
- E. Pulleyblank. . Journal of Chinese Linguistics. 1999, 27: 163–168.
- R. Shafer. . Orbis. 1963, 12: 19–14.
- R. Shafer. . Anthropos. 1965, 60: 1965.